# Drummondia prorepens
Drummondia prorepens är en bladmossart som beskrevs av Nathaniel Lord Britton 1894. Drummondia prorepens ingår i släktet Drummondia och familjen Orthotrichaceae. Inga underarter finns listade i Catalogue of Life.